# Bundestagswahlkreis Hof
Der Wahlkreis Hof (Wahlkreis 238; bis zur Bundestagswahl 2021 Wahlkreis 239) ist seit 1949 ein Bundestagswahlkreis in Bayern. Er umfasst die kreisfreie Stadt Hof, den Landkreis Hof ohne die Gemeinde Geroldsgrün sowie den Landkreis Wunsiedel im Fichtelgebirge.

## Wahlergebnisse

### Bundestagswahl 2025
Zur Bundestagswahl 2025 am 23. Februar waren folgende neun Direktkandidaten und 17 Landeslisten zugelassen:
| Kandidaten        | Kandidaten                        | Parteien/Listen     | Erststimmen | Erststimmen | Zweitstimmen | Zweitstimmen |
| Kandidaten        | Kandidaten                        | Parteien/Listen     | Stimmen     | %           | Stimmen      | %            |
| ----------------- | --------------------------------- | ------------------- | ----------- | ----------- | ------------ | ------------ |
|                   | Heiko Haingewählt im WK           | CSU                 | 51.926      | 40,4        | 48.966       | 38,0         |
|                   | Jörg Nürnberger                   | SPD                 | 22.966      | 17,8        | 17.420       | 13,5         |
|                   | Harald Schmalfuß                  | GRÜNE               | 6.392       | 5,0         | 7.802        | 6,0          |
|                   | Stefan Heindl                     | FDP                 | 3.165       | 2,5         | 4.031        | 3,1          |
|                   | Oliver Koller                     | AfD                 | 30.614      | 23,8        | 31.308       | 24,3         |
|                   | Thomas Schinner                   | FREIE WÄHLER        | 6.174       | 4,8         | 4.773        | 3,7          |
|                   | Janson Damasceno da Costa e Silva | LINKE               | 5.790       | 4,5         | 6.848        | 5,3          |
|                   | –                                 | dieBasis            | –           | –           | 382          | 0,3          |
|                   | –                                 | Tierschutzpartei    | –           | –           | 1.173        | 0,9          |
|                   | –                                 | Die PARTEI          | –           | –           | 439          | 0,3          |
|                   | –                                 | ÖDP                 | –           | –           | 236          | 0,2          |
|                   | –                                 | BP                  | –           | –           | 130          | 0,1          |
|                   | Manuel Jahn                       | Volt                | 997         | 0,8         | 547          | 0,4          |
|                   | –                                 | PdH                 | –           | –           | 81           | 0,1          |
|                   | –                                 | MLPD                | –           | –           | 23           | 0,0          |
|                   | Michael Angles                    | BÜNDNIS DEUTSCHLAND | 638         | 0,5         | 219          | 0,2          |
|                   | –                                 | BSW                 | –           | –           | 4.622        | 3,6          |
| Gesamt            | Gesamt                            | Gesamt              | 128.662     | 100         | 129.000      | 100          |
|                   |                                   |                     |             |             |              |              |
| Ungültige Stimmen | Ungültige Stimmen                 | Ungültige Stimmen   | 790         | 0,6         | 452          | 0,3          |
| Wähler            | Wähler                            | Wähler              | 129.452     | 82,0        | 129.452      | 82,0         |
| Wahlberechtigte   | Wahlberechtigte                   | Wahlberechtigte     | 157.915     |             | 157.915      |              |

Kursive Direktkandidaten kandidieren nicht für die Landesliste, kursive Parteien treten ohne Landesliste an.

### Bundestagswahl 2021
Zur Bundestagswahl 2021 am 26. September waren 12 Direktkandidaten und 26 Landeslisten zugelassen.
| Kandidaten                                            | Kandidaten                        | Parteien/Listen      | Erststimmen | Erststimmen | Zweitstimmen | Zweitstimmen |
| Kandidaten                                            | Kandidaten                        | Parteien/Listen      | Stimmen     | %           | Stimmen      | %            |
| ----------------------------------------------------- | --------------------------------- | -------------------- | ----------- | ----------- | ------------ | ------------ |
|                                                       | Hans-Peter Friedrichgewählt im WK | CSU                  | 51.312      | 41,2        | 41.308       | 33,2         |
|                                                       | Jörg Nürnberger                   | SPD                  | 29.763      | 23,9        | 30.426       | 24,4         |
|                                                       | Gerd Kögler                       | AfD                  | 14.705      | 11,8        | 14.560       | 11,7         |
|                                                       | Gabriel Wölfel                    | FDP                  | 6.493       | 5,2         | 10.552       | 8,5          |
|                                                       | Ralf Reusch                       | GRÜNE                | 7.941       | 6,4         | 9.628        | 7,7          |
|                                                       | Janson Damasceno da Costa e Silva | Die Linke            | 2.651       | 2,1         | 3.004        | 2,4          |
|                                                       | Thomas Schinner                   | FREIE WÄHLER         | 7.202       | 5,8         | 7.955        | 6,4          |
|                                                       | Roland Müller                     | ÖDP                  | 508         | 0,4         | 318          | 0,3          |
|                                                       | –                                 | Tierschutzpartei     | –           | –           | 1.780        | 1,4          |
|                                                       | –                                 | BP                   | –           | –           | 295          | 0,2          |
|                                                       | Steffen Pokorny                   | Die PARTEI           | 1.969       | 1,6         | 1.268        | 1,0          |
|                                                       | –                                 | PIRATEN              | –           | –           | 374          | 0,3          |
|                                                       | –                                 | NPD                  | –           | –           | 172          | 0,1          |
|                                                       | –                                 | V-Partei³            | –           | –           | 80           | 0,1          |
|                                                       | –                                 | Gesundheitsforschung | –           | –           | 164          | 0,1          |
|                                                       | –                                 | MLPD                 | –           | –           | 16           | 0,0          |
|                                                       | –                                 | DKP                  | –           | –           | 15           | 0,0          |
|                                                       | Walter Kunisch                    | dieBasis             | 1.498       | 1,2         | 1.339        | 1,1          |
|                                                       | Verena Thümmel                    | Bündnis C            | 314         | 0,3         | 255          | 0,2          |
|                                                       | –                                 | III. Weg             | –           | –           | 109          | 0,1          |
|                                                       | –                                 | du.                  | –           | –           | 63           | 0,1          |
|                                                       | –                                 | LKR                  | –           | –           | 30           | 0,0          |
|                                                       | –                                 | Die Humanisten       | –           | –           | 106          | 0,1          |
|                                                       | –                                 | Team Todenhöfer      | –           | –           | 399          | 0,3          |
|                                                       | –                                 | UNABHÄNGIGE          | –           | –           | 228          | 0,2          |
|                                                       | –                                 | Volt                 | –           | –           | 115          | 0,1          |
|                                                       | Martin Christoph Löhnert          | Einzelbewerber       | 99          | 0,1         | –            | –            |
| Gesamt                                                | Gesamt                            | Gesamt               | 124.455     | 100         | 124.559      | 100          |
|                                                       |                                   |                      |             |             |              |              |
| Ungültige Stimmen                                     | Ungültige Stimmen                 | Ungültige Stimmen    | 879         | 0,7         | 775          | 0,6          |
| Wähler                                                | Wähler                            | Wähler               | 125.334     | 77,0        | 125.334      | 77,0         |
| Wahlberechtigte                                       | Wahlberechtigte                   | Wahlberechtigte      | 162.872     |             | 162.872      |              |
|                                                       |                                   |                      |             |             |              |              |
| Quellen: Die Bundeswahlleiterin, Kandidaten – Stimmen |                                   |                      |             |             |              |              |

### Bundestagswahl 2017
Zur Bundestagswahl 2017 am 24. September wurden zehn Direktkandidaten und 21 Landeslisten zugelassen.
| Kandidaten                                            | Kandidaten                        | Parteien/Listen      | Erststimmen | Erststimmen | Zweitstimmen | Zweitstimmen |
| Kandidaten                                            | Kandidaten                        | Parteien/Listen      | Stimmen     | %           | Stimmen      | %            |
| ----------------------------------------------------- | --------------------------------- | -------------------- | ----------- | ----------- | ------------ | ------------ |
|                                                       | Hans-Peter Friedrichgewählt im WK | CSU                  | 59.182      | 47,0        | 48.772       | 38,8         |
|                                                       | Jörg Nürnberger                   | SPD                  | 29.641      | 23,6        | 27.775       | 22,1         |
|                                                       | Klaus Schrader                    | GRÜNE                | 5.936       | 4,7         | 6.989        | 5,6          |
|                                                       | Klaus Horn                        | FDP                  | 4.716       | 3,7         | 9.890        | 7,9          |
|                                                       | Michael Wüst                      | AfD                  | 14.893      | 11,8        | 16.605       | 13,2         |
|                                                       | Ulrike-Judith Dierkes-Morsy       | DIE LINKE            | 5.560       | 4,4         | 7.185        | 5,7          |
|                                                       | Hans Martin Grötsch               | FREIE WÄHLER         | 3.362       | 2,7         | 3.301        | 2,6          |
|                                                       | Michael Böhm                      | PIRATEN              | 957         | 0,8         | 498          | 0,4          |
|                                                       | –                                 | ÖDP                  | –           | –           | 381          | 0,3          |
|                                                       | –                                 | BP                   | –           | –           | 343          | 0,3          |
|                                                       | –                                 | NPD                  | –           | –           | 565          | 0,4          |
|                                                       | –                                 | Tierschutzpartei     | –           | –           | 1.284        | 1,0          |
|                                                       | –                                 | MLPD                 | –           | –           | 34           | 0,0          |
|                                                       | –                                 | Büso                 | –           | –           | 18           | 0,0          |
|                                                       | –                                 | BGE                  | –           | –           | 184          | 0,1          |
|                                                       | –                                 | DiB                  | –           | –           | 147          | 0,1          |
|                                                       | –                                 | DKP                  | –           | –           | 16           | 0,0          |
|                                                       | –                                 | DM                   | –           | –           | 172          | 0,1          |
|                                                       | Carsten Warnke                    | Die PARTEI           | 1.253       | 1,0         | 1.260        | 1,0          |
|                                                       | –                                 | Gesundheitsforschung | –           | –           | 176          | 0,1          |
|                                                       | –                                 | V-Partei³            | –           | –           | 197          | 0,2          |
|                                                       | Verena Thümmel                    | Bündnis C            | 358         | 0,3         | –            | –            |
| Gesamt                                                | Gesamt                            | Gesamt               | 125.858     | 100         | 125.792      | 100          |
|                                                       |                                   |                      |             |             |              |              |
| Ungültige Stimmen                                     | Ungültige Stimmen                 | Ungültige Stimmen    | 1.060       | 0,8         | 1.126        | 0,9          |
| Wähler                                                | Wähler                            | Wähler               | 126.918     | 75,7        | 126.918      | 75,7         |
| Wahlberechtigte                                       | Wahlberechtigte                   | Wahlberechtigte      | 167.552     |             | 167.552      |              |
|                                                       |                                   |                      |             |             |              |              |
| Quellen: Die Bundeswahlleiterin, Kandidaten – Stimmen |                                   |                      |             |             |              |              |

### Bundestagswahl 2013
| Kandidaten                                            | Kandidaten                        | Parteien/Listen     | Erststimmen | Erststimmen | Zweitstimmen | Zweitstimmen |
| Kandidaten                                            | Kandidaten                        | Parteien/Listen     | Stimmen     | %           | Stimmen      | %            |
| ----------------------------------------------------- | --------------------------------- | ------------------- | ----------- | ----------- | ------------ | ------------ |
|                                                       | Hans-Peter Friedrichgewählt im WK | CSU                 | 64.888      | 55,1        | 55.219       | 46,9         |
|                                                       | Petra Ernstberger                 | SPD                 | 33.731      | 28,6        | 31.406       | 26,7         |
|                                                       | Stefan Quehl                      | FDP                 | 1.527       | 1,3         | 4.418        | 3,8          |
|                                                       | Elisabeth Scharfenberg            | GRÜNE               | 6.449       | 5,5         | 6.315        | 5,4          |
|                                                       | Ulrike Dierkes-Morsy              | DIE LINKE           | 5.264       | 4,5         | 5.619        | 4,8          |
|                                                       | –                                 | PIRATEN             | –           | –           | 2.257        | 1,9          |
|                                                       | Moroni Blankenburg                | NPD                 | 1.722       | 1,5         | 1.461        | 1,2          |
|                                                       | –                                 | ÖDP                 | –           | –           | 504          | 0,4          |
|                                                       | –                                 | REP                 | –           | –           | 446          | 0,4          |
|                                                       | –                                 | Bündnis 21/RRP      | –           | –           | 40           | 0,0          |
|                                                       | –                                 | BP                  | –           | –           | 597          | 0,5          |
|                                                       | –                                 | Tierschutzpartei    | –           | –           | 1.030        | 0,9          |
|                                                       | –                                 | DIE VIOLETTEN       | –           | –           | 87           | 0,1          |
|                                                       | –                                 | BüSo                | –           | –           | 14           | 0,0          |
|                                                       | –                                 | MLPD                | –           | –           | 19           | 0,0          |
|                                                       | Hermann Klie                      | AfD                 | 4.168       | 3,5         | 5.109        | 4,3          |
|                                                       | –                                 | pro Deutschland     | –           | –           | 107          | 0,1          |
|                                                       | –                                 | DIE FRAUEN          | –           | –           | 235          | 0,2          |
|                                                       | –                                 | FREIE WÄHLER        | –           | –           | 2.598        | 2,2          |
|                                                       | –                                 | PARTEI DER VERNUNFT | –           | –           | 156          | 0,1          |
| Gesamt                                                | Gesamt                            | Gesamt              | 117.749     | 100         | 117.637      | 100          |
|                                                       |                                   |                     |             |             |              |              |
| Ungültige Stimmen                                     | Ungültige Stimmen                 | Ungültige Stimmen   | 1.089       | 0,9         | 1.201        | 1,0          |
| Wähler                                                | Wähler                            | Wähler              | 118.838     | 68,1        | 118.838      | 68,1         |
| Wahlberechtigte                                       | Wahlberechtigte                   | Wahlberechtigte     | 174.569     |             | 174.569      |              |
|                                                       |                                   |                     |             |             |              |              |
| Quellen: Die Bundeswahlleiterin, Kandidaten – Stimmen |                                   |                     |             |             |              |              |

### Bundestagswahl 2009
| Kandidaten                                          | Kandidaten                        | Parteien/Listen      | Erststimmen | Erststimmen | Zweitstimmen | Zweitstimmen |
| Kandidaten                                          | Kandidaten                        | Parteien/Listen      | Stimmen     | %           | Stimmen      | %            |
| --------------------------------------------------- | --------------------------------- | -------------------- | ----------- | ----------- | ------------ | ------------ |
|                                                     | Hans-Peter Friedrichgewählt im WK | CSU                  | 57.632      | 46,5        | 51.661       | 41,5         |
|                                                     | Petra Ernstberger                 | SPD                  | 33.763      | 27,2        | 29.265       | 23,5         |
|                                                     | Stefan Quehl                      | FDP                  | 9.604       | 7,7         | 14.036       | 11,3         |
|                                                     | Elisabeth Scharfenberg            | GRÜNE                | 9.302       | 7,5         | 8.678        | 7,0          |
|                                                     | Klaus Bruno Engelhardt            | DIE LINKE            | 9.994       | 8,1         | 10.550       | 8,5          |
|                                                     | Harald Bestehorn                  | NPD                  | 3.094       | 2,5         | 2.458        | 2,0          |
|                                                     | –                                 | REP                  | –           | –           | 916          | 0,7          |
|                                                     | –                                 | FAMILIE              | –           | –           | 999          | 0,8          |
|                                                     | –                                 | BP                   | –           | –           | 487          | 0,4          |
|                                                     | –                                 | PBC                  | –           | –           | 511          | 0,4          |
|                                                     | –                                 | BüSo                 | –           | –           | 49           | 0,0          |
|                                                     | –                                 | MLPD                 | –           | –           | 31           | 0,0          |
|                                                     | –                                 | CM                   | –           | –           | 111          | 0,1          |
|                                                     | –                                 | DVU                  | –           | –           | 93           | 0,1          |
|                                                     | –                                 | DIE VIOLETTEN        | –           | –           | 167          | 0,1          |
|                                                     | –                                 | Die Tierschutzpartei | –           | –           | 1.005        | 0,8          |
|                                                     | –                                 | ödp                  | –           | –           | 484          | 0,4          |
|                                                     | –                                 | PIRATEN              | –           | –           | 2.248        | 1,8          |
|                                                     | –                                 | RRP                  | –           | –           | 612          | 0,5          |
|                                                     | Heinz Wunderlich                  | Einzelbewerber       | 650         | 0,5         | –            | –            |
| Gesamt                                              | Gesamt                            | Gesamt               | 124.039     | 100         | 124.361      | 100          |
|                                                     |                                   |                      |             |             |              |              |
| Ungültige Stimmen                                   | Ungültige Stimmen                 | Ungültige Stimmen    | 2.057       | 1,6         | 1.735        | 1,4          |
| Wähler                                              | Wähler                            | Wähler               | 126.096     | 69,8        | 126.096      | 69,8         |
| Wahlberechtigte                                     | Wahlberechtigte                   | Wahlberechtigte      | 180.735     |             | 180.735      |              |
|                                                     |                                   |                      |             |             |              |              |
| Quellen: Der Bundeswahlleiter, Kandidaten – Stimmen |                                   |                      |             |             |              |              |

### Bundestagswahl 2005
| Kandidaten                                          | Kandidaten                        | Parteien/Listen   | Erststimmen | Erststimmen | Zweitstimmen | Zweitstimmen |
| Kandidaten                                          | Kandidaten                        | Parteien/Listen   | Stimmen     | %           | Stimmen      | %            |
| --------------------------------------------------- | --------------------------------- | ----------------- | ----------- | ----------- | ------------ | ------------ |
|                                                     | Hans-Peter Friedrichgewählt im WK | CSU               | 69.788      | 50,1        | 61.441       | 44,1         |
|                                                     | Petra Ernstberger                 | SPD               | 51.635      | 37,1        | 45.909       | 33,0         |
|                                                     | Elisabethe Scharfenberg           | GRÜNE             | 4.623       | 3,3         | 7.001        | 5,0          |
|                                                     | Timo Pohl                         | FDP               | 4.601       | 3,3         | 11.519       | 8,3          |
|                                                     | –                                 | REP               | –           | –           | 1.421        | 1,0          |
|                                                     | Stephan Glaser                    | Die Linke.        | 5.289       | 3,8         | 6.105        | 4,4          |
|                                                     | Hermann Schwede                   | NPD               | 3.224       | 2,3         | 2.609        | 1,9          |
|                                                     | –                                 | PBC               | –           | –           | 807          | 0,6          |
|                                                     | –                                 | BP                | –           | –           | 496          | 0,4          |
|                                                     | –                                 | DIE FRAUEN        | –           | –           | 386          | 0,3          |
|                                                     | –                                 | GRAUE             | –           | –           | 513          | 0,4          |
|                                                     | –                                 | BüSo              | –           | –           | 98           | 0,1          |
|                                                     | –                                 | FAMILIE           | –           | –           | 974          | 0,7          |
|                                                     | –                                 | MLPD              | –           | –           | 47           | 0,0          |
| Gesamt                                              | Gesamt                            | Gesamt            | 139.160     | 100         | 139.326      | 100          |
|                                                     |                                   |                   |             |             |              |              |
| Ungültige Stimmen                                   | Ungültige Stimmen                 | Ungültige Stimmen | 2.403       | 1,7         | 2.237        | 1,6          |
| Wähler                                              | Wähler                            | Wähler            | 141.563     | 75,8        | 141.563      | 75,8         |
| Wahlberechtigte                                     | Wahlberechtigte                   | Wahlberechtigte   | 186.643     |             | 186.643      |              |
|                                                     |                                   |                   |             |             |              |              |
| Quellen: Der Bundeswahlleiter, Kandidaten – Stimmen |                                   |                   |             |             |              |              |

### Bundestagswahl 2002
| Kandidaten                                          | Kandidaten                        | Parteien/Listen   | Erststimmen | Erststimmen | Zweitstimmen | Zweitstimmen |
| Kandidaten                                          | Kandidaten                        | Parteien/Listen   | Stimmen     | %           | Stimmen      | %            |
| --------------------------------------------------- | --------------------------------- | ----------------- | ----------- | ----------- | ------------ | ------------ |
|                                                     | Hans-Peter Friedrichgewählt im WK | CSU               | 80.450      | 53,6        | 80.080       | 53,2         |
|                                                     | Petra Ernstberger                 | SPD               | 58.314      | 38,9        | 52.546       | 34,9         |
|                                                     | Elisabethe Scharfenberg           | GRÜNE             | 4.253       | 2,8         | 6.672        | 4,4          |
|                                                     | Christian Joachim                 | FDP               | 4.159       | 2,8         | 5.870        | 3,9          |
|                                                     | –                                 | REP               | –           | –           | 1.297        | 0,9          |
|                                                     | –                                 | ödp               | –           | –           | 196          | 0,1          |
|                                                     | Michael Linoner                   | PDS               | 1.262       | 0,8         | 1.095        | 0,7          |
|                                                     | –                                 | BP                | –           | –           | 125          | 0,1          |
|                                                     | –                                 | Tierschutz        | –           | –           | 653          | 0,4          |
|                                                     | Trutz Ströher                     | GRAUE             | 609         | 0,4         | 218          | 0,1          |
|                                                     | Bernd Demmler                     | PBC               | 983         | 0,7         | 625          | 0,4          |
|                                                     | –                                 | NPD               | –           | –           | 316          | 0,2          |
|                                                     | –                                 | DIE FRAUEN        | –           | –           | 175          | 0,1          |
|                                                     | –                                 | CM                | –           | –           | 53           | 0,0          |
|                                                     | –                                 | BüSo              | –           | –           | 19           | 0,0          |
|                                                     | –                                 | AUFBRUCH          | –           | –           | 76           | 0,1          |
|                                                     | –                                 | Schill            | –           | –           | 463          | 0,3          |
| Gesamt                                              | Gesamt                            | Gesamt            | 150.030     | 100         | 150.479      | 100          |
|                                                     |                                   |                   |             |             |              |              |
| Ungültige Stimmen                                   | Ungültige Stimmen                 | Ungültige Stimmen | 1.918       | 1,3         | 1.469        | 1,0          |
| Wähler                                              | Wähler                            | Wähler            | 151.948     | 79,8        | 151.948      | 79,8         |
| Wahlberechtigte                                     | Wahlberechtigte                   | Wahlberechtigte   | 190.359     |             | 190.359      |              |
|                                                     |                                   |                   |             |             |              |              |
| Quellen: Der Bundeswahlleiter, Kandidaten – Stimmen |                                   |                   |             |             |              |              |

### Bundestagswahl 1998
| Kandidaten                                          | Kandidaten                     | Parteien/Listen     | Erststimmen | Erststimmen | Zweitstimmen | Zweitstimmen |
| Kandidaten                                          | Kandidaten                     | Parteien/Listen     | Stimmen     | %           | Stimmen      | %            |
| --------------------------------------------------- | ------------------------------ | ------------------- | ----------- | ----------- | ------------ | ------------ |
|                                                     | Hans-Peter Friedrich           | CSU                 | 65.643      | 42,9        | 62.143       | 40,6         |
|                                                     | Petra Ernstbergergewählt im WK | SPD                 | 75.773      | 49,5        | 69.933       | 45,7         |
|                                                     | Christian Joachim              | FDP                 | 2.312       | 1,5         | 5.309        | 3,5          |
|                                                     | Manfred Völkel                 | GRÜNE               | 2.937       | 1,9         | 5.073        | 3,3          |
|                                                     | –                              | PDS                 | –           | –           | 1.174        | 0,8          |
|                                                     | –                              | APPD                | –           | –           | 121          | 0,1          |
|                                                     | –                              | BP                  | –           | –           | 341          | 0,2          |
|                                                     | –                              | BüSo                | –           | –           | 9            | 0,0          |
|                                                     | –                              | BFB – Die Offensive | –           | –           | 378          | 0,2          |
|                                                     | –                              | Chance 2000         | –           | –           | 107          | 0,1          |
|                                                     | –                              | CM                  | –           | –           | 85           | 0,1          |
|                                                     | –                              | DVU                 | –           | –           | 1.057        | 0,7          |
|                                                     | –                              | GRAUE               | –           | –           | 140          | 0,1          |
|                                                     | Reinhold Giegold               | REP                 | 4.407       | 2,9         | 3.804        | 2,5          |
|                                                     | –                              | DIE FRAUEN          | –           | –           | 103          | 0,1          |
|                                                     | –                              | Pro DM              | –           | –           | 1.500        | 1,0          |
|                                                     | –                              | MLPD                | –           | –           | 11           | 0,0          |
|                                                     | –                              | Tierschutz          | –           | –           | 563          | 0,4          |
|                                                     | –                              | NPD                 | –           | –           | 226          | 0,1          |
|                                                     | –                              | NATURGESETZ         | –           | –           | 57           | 0,0          |
|                                                     | Harald Prokscha                | ödp                 | 534         | 0,3         | 392          | 0,3          |
|                                                     | Daniel Rießbeck                | PBC                 | 627         | 0,4         | 623          | 0,4          |
|                                                     | Peter Kampschulte              | Einzelbewerber      | 502         | 0,3         | –            | –            |
|                                                     | Rainer Saalfrank               | Einzelbewerber      | 224         | 0,1         | –            | –            |
| Gesamt                                              | Gesamt                         | Gesamt              | 152.959     | 100         | 153.149      | 100          |
|                                                     |                                |                     |             |             |              |              |
| Ungültige Stimmen                                   | Ungültige Stimmen              | Ungültige Stimmen   | 1.453       | 0,9         | 1.263        | 0,8          |
| Wähler                                              | Wähler                         | Wähler              | 154.412     | 79,6        | 154.412      | 79,6         |
| Wahlberechtigte                                     | Wahlberechtigte                | Wahlberechtigte     | 194.088     |             | 194.088      |              |
|                                                     |                                |                     |             |             |              |              |
| Quellen: Der Bundeswahlleiter, Kandidaten – Stimmen |                                |                     |             |             |              |              |

### Bundestagswahl 1994
| Kandidaten                                                              | Kandidaten                           | Parteien/Listen   | Erststimmen | Erststimmen | Zweitstimmen | Zweitstimmen |
| Kandidaten                                                              | Kandidaten                           | Parteien/Listen   | Stimmen     | %           | Stimmen      | %            |
| ----------------------------------------------------------------------- | ------------------------------------ | ----------------- | ----------- | ----------- | ------------ | ------------ |
|                                                                         | Jürgen Warnkegewählt im WK           | CSU               | 76.685      | 50,4        | 70.940       | 46,6         |
|                                                                         | Petra Beate Ernstberger              | SPD               | 64.318      | 42,3        | 62.445       | 41,0         |
|                                                                         | Waltraud-Charlotte Margarete Lohmann | FDP               | 1.985       | 1,3         | 6.168        | 4,0          |
|                                                                         | Hilmar Schneider                     | GRÜNE             | 4.743       | 3,1         | 5.404        | 3,5          |
|                                                                         | –                                    | PDS               | –           | –           | 677          | 0,4          |
|                                                                         | –                                    | BP                | –           | –           | 496          | 0,3          |
|                                                                         | –                                    | Solidarität       | –           | –           | 21           | 0,0          |
|                                                                         | –                                    | LIGA              | –           | –           | 55           | 0,0          |
|                                                                         | –                                    | CM                | –           | –           | 108          | 0,1          |
|                                                                         | –                                    | GRAUE             | –           | –           | 304          | 0,2          |
|                                                                         | –                                    | NATURGESETZ       | –           | –           | 79           | 0,1          |
|                                                                         | Reinhold Giegold                     | REP               | 3.680       | 2,4         | 3.526        | 2,3          |
|                                                                         | –                                    | MLPD              | –           | –           | 8            | 0,0          |
|                                                                         | –                                    | Tierschutz        | –           | –           | 657          | 0,4          |
|                                                                         | Marco Patrick Schillinger            | ödp               | 800         | 0,5         | 724          | 0,5          |
|                                                                         | –                                    | PBC               | –           | –           | 602          | 0,4          |
|                                                                         | –                                    | STATT Partei      | –           | –           | 150          | 0,1          |
| Gesamt                                                                  | Gesamt                               | Gesamt            | 152.211     | 100         | 152.364      | 100          |
|                                                                         |                                      |                   |             |             |              |              |
| Ungültige Stimmen                                                       | Ungültige Stimmen                    | Ungültige Stimmen | 1.269       | 0,8         | 1.116        | 0,7          |
| Wähler                                                                  | Wähler                               | Wähler            | 153.480     | 77,7        | 153.480      | 77,7         |
| Wahlberechtigte                                                         | Wahlberechtigte                      | Wahlberechtigte   | 197.599     |             | 197.599      |              |
|                                                                         |                                      |                   |             |             |              |              |
| Quellen: Der Bundeswahlleiter, Stimmen – Der Landeswahlleiter, Ergebnis |                                      |                   |             |             |              |              |

## Frühere Wahlkreissieger
| Wahl | Name                 | Partei | Erststimmen |
| ---- | -------------------- | ------ | ----------- |
| 2021 | Hans-Peter Friedrich | CSU    | 41,2 %      |
| 2017 | Hans-Peter Friedrich | CSU    | 47,0 %      |
| 2013 | Hans-Peter Friedrich | CSU    | 55,1 %      |
| 2009 | Hans-Peter Friedrich | CSU    | 46,5 %      |
| 2005 | Hans-Peter Friedrich | CSU    | 50,1 %      |
| 2002 | Hans-Peter Friedrich | CSU    | 53,6 %      |
| 1998 | Petra Ernstberger    | SPD    | 49,5 %      |
| 1994 | Jürgen Warnke        | CSU    | 50,4 %      |
| 1990 | Jürgen Warnke        | CSU    | 52,1 %      |
| 1987 | Jürgen Warnke        | CSU    | 51,5 %      |
| 1983 | Jürgen Warnke        | CSU    | 54,2 %      |
| 1980 | Hans Büchler         | SPD    | 48,3 %      |
| 1976 | Hans Büchler         | SPD    | 48,7 %      |
| 1972 | Hans Büchler         | SPD    | 52,0 %      |
| 1969 | Martin Hirsch        | SPD    | 45,8 %      |
| 1965 | Martin Hirsch        | SPD    | 46,8 %      |
| 1961 | Martin Hirsch        | SPD    | 44,0 %      |
| 1957 | Gerhard Wacher       | CSU    | 46,5 %      |
| 1953 | Heinz Starke1)       | FDP    | 44,6 %      |
| 1949 | Arno Behrisch        | SPD    | 35,0 %      |

1)1953 war Starke der gemeinsame Kandidat eines Wahlbündnisses von CSU und FDP. Die CSU nominierte keinen eigenen Kandidaten und rief zur Wahl von Starke auf.

## Wahlkreisgeschichte
| Wahl      | Wahlkreisname | Gebiet                                                                                            |
| --------- | ------------- | ------------------------------------------------------------------------------------------------- |
| 1949      | 28 Hof        | Stadt Hof, alter Landkreis Hof, Stadt Selb, Landkreis Münchberg, Landkreis Rehau                  |
| 1953–1961 | 223 Hof       | Stadt Hof, alter Landkreis Hof, Stadt Selb, Landkreis Münchberg, Landkreis Rehau                  |
| 1965–1972 | 225 Hof       | Stadt Hof, alter Landkreis Hof, Stadt Selb, Landkreis Münchberg, Landkreis Rehau, Landkreis Naila |
| 1976–1998 | 225 Hof       | Stadt Hof, Landkreis Hof, Landkreis Wunsiedel im Fichtelgebirge                                   |
| 2002–2005 | 240 Hof       | Stadt Hof, Landkreis Hof, Landkreis Wunsiedel im Fichtelgebirge                                   |
| 2009–2013 | 239 Hof       | Stadt Hof, Landkreis Hof, Landkreis Wunsiedel im Fichtelgebirge                                   |
| 2017–2021 | 239 Hof       | Stadt Hof, Landkreis Hof ohne die Gemeinde Geroldsgrün, Landkreis Wunsiedel im Fichtelgebirge     |
| 2025–     | 238 Hof       | Stadt Hof, Landkreis Hof ohne die Gemeinde Geroldsgrün, Landkreis Wunsiedel im Fichtelgebirge     |